# Eleocharis swamyi
Eleocharis swamyi är en halvgräsart som beskrevs av Ethirajalu Govindarajalu. Eleocharis swamyi ingår i släktet småsäv, och familjen halvgräs. Inga underarter finns listade i Catalogue of Life.